# Fritz Meyer (Jurist)
Fritz Meyer (* 3. November 1884 in Bayreuth; † 6. Januar 1953 in Ansbach) war ein deutscher Verwaltungsjurist und als Bezirksoberamtmann Leiter der Bezirksämter Stadtsteinach und Bamberg.

## Leben
Nach dem Abitur am Gymnasium Bayreuth studierte Fritz Meyer Rechtswissenschaften an der Ludwig-Maximilians-Universität München (Mitglied im AGV München), der Humboldt-Universität zu Berlin und der Friedrich-Alexander-Universität Erlangen-Nürnberg. Er leistete seinen Militärdienst als Einjährig-Freiwilliger, legte 1911 das Große juristische Staatsexamen ab und erhielt bei der Regierung von Oberfranken eine Anstellung als geprüfter Rechtspraktikant. Dort wurde er Akzessist und wechselte 1914 in die Kommunalverwaltung, wo er Assessor beim Bezirksamt Pfaffenhofen wurde. Meyer musste Kriegsdienst leisten und kam in französische Gefangenschaft. Er kam in die Verwaltung zurück und wurde zum Jahresbeginn 1927 Regierungsrat bei der Landesversicherungsanstalt Oberfranken. Am 1. Januar 1930 erhielt er die Ernennung zum Bezirksoberamtmann und war damit Bezirksamtsvorstand des Bezirksamtes Stadtsteinach. 
In diesem Amt blieb er bis zu seinem Wechsel in gleicher Funktion zum 1. Juli 1934 zum Bezirksamt Bamberg. Nach dreijähriger Amtszeit wechselte er zur Berufsgenossenschaft, angesiedelt bei der Regierung von Ober- und Mittelfranken. Dort blieb er bis zu seiner Amtsenthebung im Mai 1945. 
Im Entnazifizierungsverfahren wurde er durch die Spruchkammer Ansbach als minderbelastet eingestuft, im Berufungsverfahren als Mitläufer bewertet. So wurde er 1951 beamtetes Mitglied des Verwaltungsgerichts Ansbach. Meyer verstarb im Dienst.
Zum 1. Mai 1935 war er in die NSDAP eingetreten (Mitgliedsnummer 3.662.328). In der SA war er von 1933 bis 1941, zuletzt als Obertruppführer. 1936/1937 war er Rechtsberater der SA-Standarte Bamberg.